# Sven Tveskæg

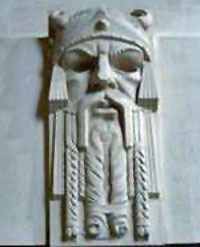
Representació de Sven Tveskæg al Swansea Guildhall, Gal·les

Sven I, anomenat pels anglesos Forkbeard (Barba de forqueta o barba bifurcada), per mostatxo que portava (en anglès: Svend Otto Haraldsen; en danès: Svend Tveskæg, originalment Tjugeskæg o Tyvskæg; en noruec: Svein Tjugeskjegg), va néixer possiblement el 960, sent el més gran dels 4 fills de Harald Blaatand, rei de Dinamarca i Noruega, i de la seva primera esposa Gunhilda.
Succeí al seu pare en els trons de Dinamarca i Noruega en 985, després de derrotar-lo i matar-lo, però el seu govern en el regne noruec és nominal, sent el governant de facto Haakon Jarl el Gran. Va ser el primer rei danès en encunyar moneda, amb la inscripció: Zven, Rex ad Dener (Sven, rei dels Danesos). En convertir-se la seva família al cristianisme, Sven pren el nom d'Otó en honor de l'emperador germànic Otó II. En 988 es va casar amb Swietoslawa de Polònia (que pren el nom de Gunhilda en casar-se), filla del duc Mieszko I i divorciada del rei Eric VIII de Suècia. D'aquest matrimoni neixen 6 fills:
- Estrid (dita també Margarita) (n. 991 - m. ?), casada primer amb Ricard II, duc de Normandia (m.1027) -qui la va repudiar en 1018- i després amb Ulf Thorgilsson, Jarl de Dinamarca (assassinat per ordre del seu cunyat Canut, 1026); el major dels 3 fills del seu segon enllaç, Sven Estridsson Ulfsson, serà rei de Dinamarca de 1047 a 1076.
- Harald II (n. 992 - m. 1018), rei de Dinamarca en succeir al seu pare (1014-1018).
- Thyra (n. 993 - m. 1018), casada amb Godwin, comte de Wessex i Kent (m.1053).
- Canut II (n. 995 - m. Shaftesbury, 12.11.1035), rei d'Anglaterra (1016-1035), de Dinamarca (1018-1035) i de Noruega (1028-1035), dit el Gran.
- Gytha (n. 998? - m. ?), casada amb Erik Haakonsson, Jarl de Noruega (m.1024).
- Gunhilda (n. 999? - m. ?), casada amb Wyrtgeorn, príncep dels vends.

En 995, Olaf Tryggvason, membre de l'expulsada dinastia noruega, recupera el tron, fins a la seva mort en 1000, quan, en derrotar-lo i matar-lo en la batalla de Svolder, reprèn el control en part de Noruega fins a la seva mort. L'assassinat del seu germana Gunhilda i del seu marit per les tropes angleses en el dia de Sant Brice (13 novembre de 1002) per ordres del rei Etelred II l'Indecís, fou l'excusa que va necessitar per a començar les tres seves expedicions contra l'illa (1003-1005, 1006-1007 i 1009-1012) fins que, cansat del tribut monetari que va aconseguir d'Etelred II, decideix envair ell mateix el país.
A la seva arribada a l'illa de Sandwich (agost de 1013), va avançar ràpidament en la seva conquesta fins a arribar a la capital, Londres. Els ciutadans, per a evitar l'entrada de l'invasor, decidiren volar el pont mentre Sven el creuava, provocant-li serioses ferides; no obstant això, el rei danès contínua amb la seva conquesta del regne, i, una vegada caiguda Londres, el 23 de desembre de 1014, vespre de Nadal, la Witenagemot el proclama rei de tota Anglaterra. Etelred II i la seva família fugiren a Normandia.
El seu regnat a Anglaterra dura tot just 5 setmanes, morint a conseqüència de les ferides que va sofrir durant l'explosió del pont de Londres, a la ciutat de Gainsbororugh, Lincolnshire, el 3 de febrer de 1014. El seu cos va ser traslladat a Dinamarca, i fou sepultat a la catedral de Roskilde.